# Lugal-kisal-si
Lugal-kisal-si ali Lugal-tar-si (sumersko 𒈗𒆦𒋛, lugal-kisal-si ali 𒈗𒋻𒋛, lugal-tar-si, lugal-sila-si) je bil kralj Uruka in Ura, ki je živel proti koncu 25. stoletja pr. n. št. 
Iz izvirnih napisov je razvidno, da je na prestolu nasledil svojega očeta Lugal-kiniše-duduja, čeprav se na seznamu sumerskih kraljev ne omenja. V nekaterih različicah seznama se omenja njegov oče. V enem od svojih napisov je omenjen  kot "Lugalkisalsi, prvorojeni sin Lugalkigeneduduja, kralja Uruka in Ura".

## Napisi
Lugal-kisal-si je omenjen na več napisih. Na nekaterih naspisih se naslavlja s "kralj Kiša": 
an lugal kur-kur-ra / {d}inanna / nin AN MUSZ3-ra / lugal-sila-si / lugal kisz / bad3 kisal / mu-na-du3

## Kipi
Lugal-kisal-si  je znan po ustanovitvenem količku s podobo in napisom ter več podobnih kipcih brez napisov. Napis na ustanovitvenem količku se glasi:
Na kipu v Muzeju Louvre je v napisu ime Lugal-kisal-sijevega vnuka: "Satam, sin Lu-bara, sina Lugal-kisal-sija, kralja Uruka,  spremljevalec Girim-sima, princa Uruka".
- Lugal-kisal-sijev ustanovitveni količek (detajl)[2]
- Doprsni kip moškega, morda Lugal-kisal-sija, najden v Adabu; apnenec, zgodnja Tretja urska dinastija, Limestone, Early Dynastic III. From Adab (Bismaya).
- Kip Lugal-kisal-sijevega vnuka Satama, Muzej Louvre